# Erik Noppi
Erik Noppi (5 marzo 1970) è un ex calciatore norvegese, di ruolo difensore.

## Carriera

### Club
Noppi cominciò la carriera con la maglia del Fremad, per poi passare al Grue. Dopo aver giocato nel Nybergsund-Trysil, passò al Kongsvinger. Esordì in squadra, nella Tippeligaen, il 17 giugno 1996, sostituendo Vidar Evensen nel successo per 5-4 sullo Start, dove andò anche a segno.
Lasciato il Kongsvinger, si accordò con lo Skeid, rimanendo in questa squadra fino al ritiro, nel 2003.